# Cementit
Cementit, även kallat järnkarbid, är en till färgen mörkgrå förening mellan järn och kol.
Järnkarbid har den kemiska beteckningen Fe3C och har en kolhalt på 6,7 wt%. Järnkarbid förekommer i stål med en kolhalt på minst 0,85%, om man bortser från den som förekommer i strukturbeståndsdelen perlit tillsammans med α-ferrit. Järnkarbid är metastabilt och kan lösas upp vid långvarig glödgning.

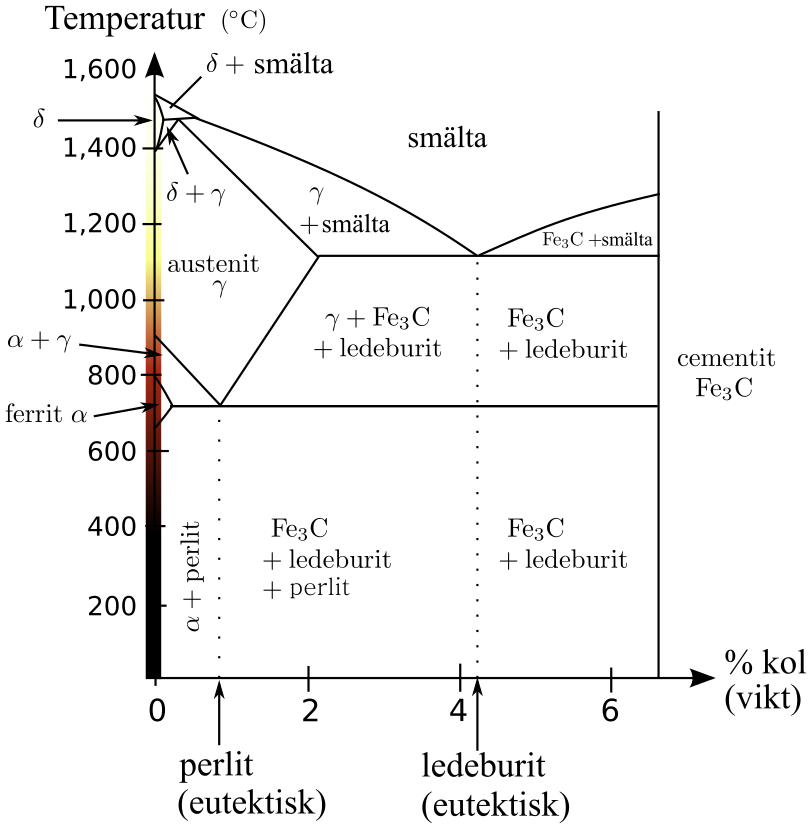
Fasdiagram för järn och kol

## Metallurgi
I järnkol-systemet (det vill säga rent kolstål och gjutjärn) är cementit en vanlig beståndsdel eftersom ferrit kan innehålla högst 0,02 viktprocent rent kol. Därför, i kolstål och gjutjärn som får svalna långsamt, förekommer en del kol i form av cementit. Cementit bildas direkt från smältan vid  vitt gjutjärn. I kolstål utfälls cementit från austenit som austenittransformationer till ferrit vid långsam kylning, eller från martensit under anlöpning. En blandning med ferrit, den andra produkten av austenit, bildar en lamellär struktur kallad perlit.
Även om cementit är termodynamiskt instabil, omvandlas den slutligen till ferrit och grafit vid högre temperaturer och sönderdelas ej vid uppvärmning vid temperaturer under den eutektiska temperaturen (723 °C).

## Ren form

Molär volym som funktion av tryck för cementit vid rumstemperatur

Cementit förändras från  ferromagnetisk till  paramagnetisk vid dess curietemperatur på ungefär 480 K.
En naturlig järnkarbid (som innehåller mindre mängder nickel och kobolt) förekommer i järnmeteoriter och kallas cohenit efter den tyska mineralogisten Emil Cohen som först beskrev den. Eftersom kol är en av de möjliga mindre lättlegeringskomponenterna i metalliska planetkärnor, är cementiternas högtrycks-/ högtemperaturegenskaper (Fe3C) som en enkel proxy för cohenit studeras experimentellt. Figuren visar kompressionsbeteendet vid rumstemperatur.